# Ochrosia apoensis
Ochrosia apoensis är en oleanderväxtart som beskrevs av Adolph Daniel Edward Elmer. Ochrosia apoensis ingår i släktet Ochrosia och familjen oleanderväxter. Inga underarter finns listade i Catalogue of Life.